# Gaspard Théodore Mollien
Gaspard Théodore Mollien (París, 29 de agosto de 1796-Niza, 28 de junio de 1872) fue un diplomático y explorador francés, recordado como superviviente del naufragio de La Meduse y como explorador de las fuentes de los ríos Senegal, Gambia y Níger.

## Biografía
Mollien nació en una familia originaria de Calais, hijo de Antoine Érard Mollien, «empleado en relaciones exteriores», y Marie Élisabeth Moynat, casados en la parroquia de Saint-Louis-en-l'Isle el 4 de marzo de 1783. Desde la infancia Mollien fue un apasionado de las aventuras de Robinson Crusoe. 

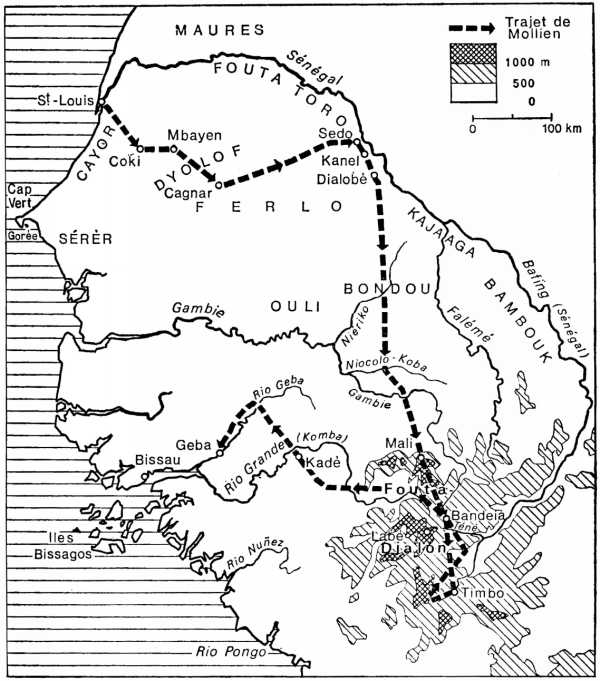
Mapa del viaje de Mollien

Después de entrar en la Marina en 1814 como empleado, se embarcó en junio de 1816 para Saint-Louis (hoy Senegal) como pasajero en La Méduse, naufragando al sur de Cap Blanc. Sobrevivió a la terrible experiencia, y, finalmente, se dirigió a la isla de Goraa, donde trabajó como gerente de un hospital y aprendió lenguas africanas. Su relato del naufragio solamente será publicado en 1889. Ese naufragio, en el que 147 personas fueron abandonadas a su suerte en una balsa, sin comida ni agua, con episodios muy duros de suicidios y canibalismo, y en el que murieron todas salvo quince, conmovió a la opinión pública francesa y dio lugar a una obra icónica del romanticismo, La balsa de la Medusa (1819), de Théodore Géricault.
En 1817, Mollien exploró la península de Cabo Verde, remontó el río Senegal y se encontró con los nómadas peuls. Regresó en 1818, encargado por el gobernador de la colonia para reconocer durante un viaje de un año las fuentes de los ríos Senegal, Gambia y Níger. Su regreso a Francia fue triunfador y fue galardonado con la Cruz de la Legión de Honor por sus hazañas africanas.

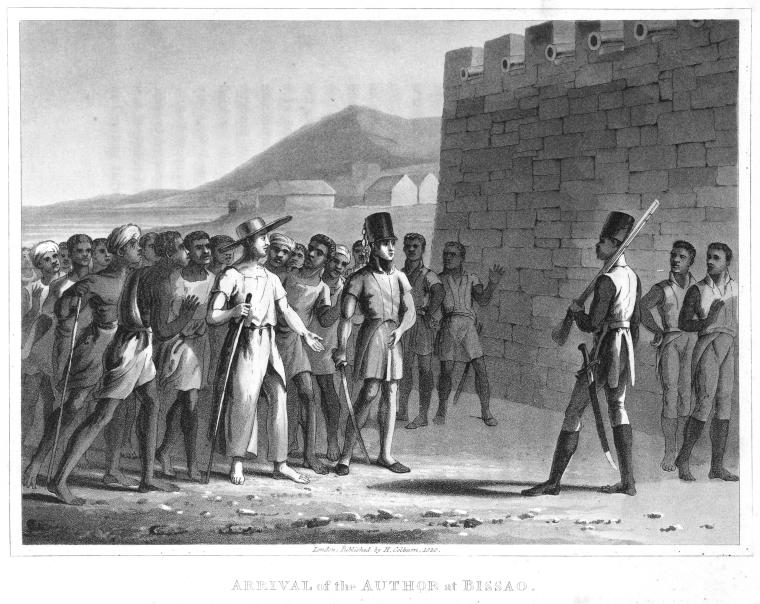
Llegada de Mollien a Bissau en 1818

Encargado de misión por la administración francesa, Mollien comenzó una nueva estancia en Colombia, de 1822 a 1823, luego en Haití, de 1824 a 1831 como cónsul y después cónsul general en Port-au-Prince. Por último, desde 1831 hasta 1848, se desempeñó como cónsul general en La Habana.

## Publicaciones
- Voyage dans l'intérieur de l'Afrique, aux sources du Sénégal et de la Gambie, imprimerie veuve Courcier, París, 1820, 2 tomos. Télécharger le texte intégral. Traducido al inglés como Travels in the interior of Africa to the sources of the Senegal and Gambia performed by command of the French Government in the year 1818, por Thomas Edward Bowdich,  Londres, Sir R. Phillips, and Co., 1820.
- Voyage dans la République de Colombia en 1823, A. Bertrand, Paris, 1824. Traducido al inglés como Travels in the Republic of Colombia: in the years 1822 and 1823, Londres; C. Knight, 1824.
- Moeurs d'Haïti: précédé du Naufrage de la Méduse (introducción de Francis Arzalie).[4]
- Découverte des sources du Sénégal et de la Gambie en 1818: précédée d'un récit inédit du naufrage de la Méduse (1889) – Descubrimiento de las fuentes del Senegal y Gambia en 1818, precedido por un relato inédito del naufragió del Medusa.[5]
- Histoire de Haïti ou Saint-Domingue. Statistiques et mœurs, 1831, réed. 2001